# Función simétrica monomial
Las funciones simétricas monomiales son una clase especial de funciones simétricas que forman la base más simple del espacio vectorial de funciones simétricas.

## Definición
Si {\displaystyle \lambda =(\lambda _{1},\lambda _{2},\ldots ,\lambda _{n})} es una partición, se construye el monomio

{\displaystyle x^{\lambda }=x_{1}^{\lambda _{1}}x_{2}^{\lambda _{2}}\cdots x_{n}^{\lambda _{n}}}.

La suma de tales monomios sobre todas las permutaciones distintas de {\displaystyle \lambda }, da como resultado un polinomio simétrico denotado {\displaystyle m_{\lambda }\,}.
| (Función simétrica monomial) La función simétrica monomial asociada a la partición {\displaystyle \lambda \vdash n} es la suma {\displaystyle m_{\lambda }=\sum _{\sigma }x^{\sigma }\,}, donde {\displaystyle \sigma } recorre todas las permutaciones distintas de {\displaystyle \lambda }. |

### Ejemplos
Las funciones simétricas monomiales en cuatro variables para las particiones más pequeñas son:
- {\displaystyle m_{\emptyset }=1}.
- {\displaystyle m_{1}=x_{1}+x_{2}+x_{3}+x_{4}\,}.
- {\displaystyle m_{2}=x_{1}^{2}+x_{2}^{2}+x_{3}^{2}+x_{4}^{2}}.
- {\displaystyle m_{11}=x_{1}x_{2}+x_{1}x_{3}+x_{1}x_{4}+x_{2}x_{3}+x_{2}x_{4}+x_{3}x_{4}\,}.
- {\displaystyle m_{3}=x_{1}^{3}+x_{2}^{3}+x_{3}^{3}+x_{4}^{3}}.
- {\displaystyle m_{21}=x_{1}^{2}x_{2}+x_{2}^{2}x_{1}^{1}+x_{1}^{2}x_{3}+x_{3}^{2}x_{1}+x_{1}^{2}x_{4}+x_{4}^{2}x_{1}+x_{2}^{2}x_{3}+x_{3}^{2}x_{2}+x_{2}^{2}x_{4}+x_{4}^{2}x_{2}+x_{3}^{2}x_{4}+x_{4}^{2}x_{3}}.

Obsérvese que en {\displaystyle m_{11}} sólo aparece {\displaystyle x_{1}x_{3}} y no {\displaystyle x_{3}x_{1}}, porque ambas corresponden a la misma permutación {\displaystyle (1010)} de la partición {\displaystyle (1100)}. En particular, se consideran todas las particiones de un entero {\displaystyle n} como si tuvieran {\displaystyle n} partes, añadiendo entradas cero de ser necesario.

## Propiedades
Cualquier función simétrica en n variables

{\displaystyle f(x_{1},x_{2},\ldots ,x_{n})=\sum _{\sigma }x^{\sigma }}

puede reescribirse en términos de funciones simétricas monomiales como

{\displaystyle f(x_{1},x_{2},\ldots ,x_{n})=\sum _{\lambda }m_{\lambda }},

por lo que el conjunto de funciones simétricas monomiales indizadas por las particiones de n

{\displaystyle \{m_{\lambda }:\lambda \vdash n\}}

forma una base del espacio vectorial {\displaystyle \Lambda _{n}} de funciones simétricas en n variables.
Una consecuencia de la relación anterior es el siguiente teorema.
| La dimensión del espacio vectorial {\displaystyle \Lambda _{n}} sobre {\displaystyle \mathbb {Q} } de funciones simétricas en n variables es igual al número {\displaystyle p(n)} de particiones del entero n, y el conjunto de funciones simétricas monomiales es una base de dicho espacio vectorial. |

- Datos: Q2876002